# Sankt Johann (Mayence-Bingen)
Pour les articles homonymes, voir Sankt Johann.
Sankt Johann est une municipalité de la Verbandsgemeinde Sprendlingen-Gensingen, dans l'arrondissement de Mayence-Bingen, en Rhénanie-Palatinat, dans l'ouest de l'Allemagne.

## Références

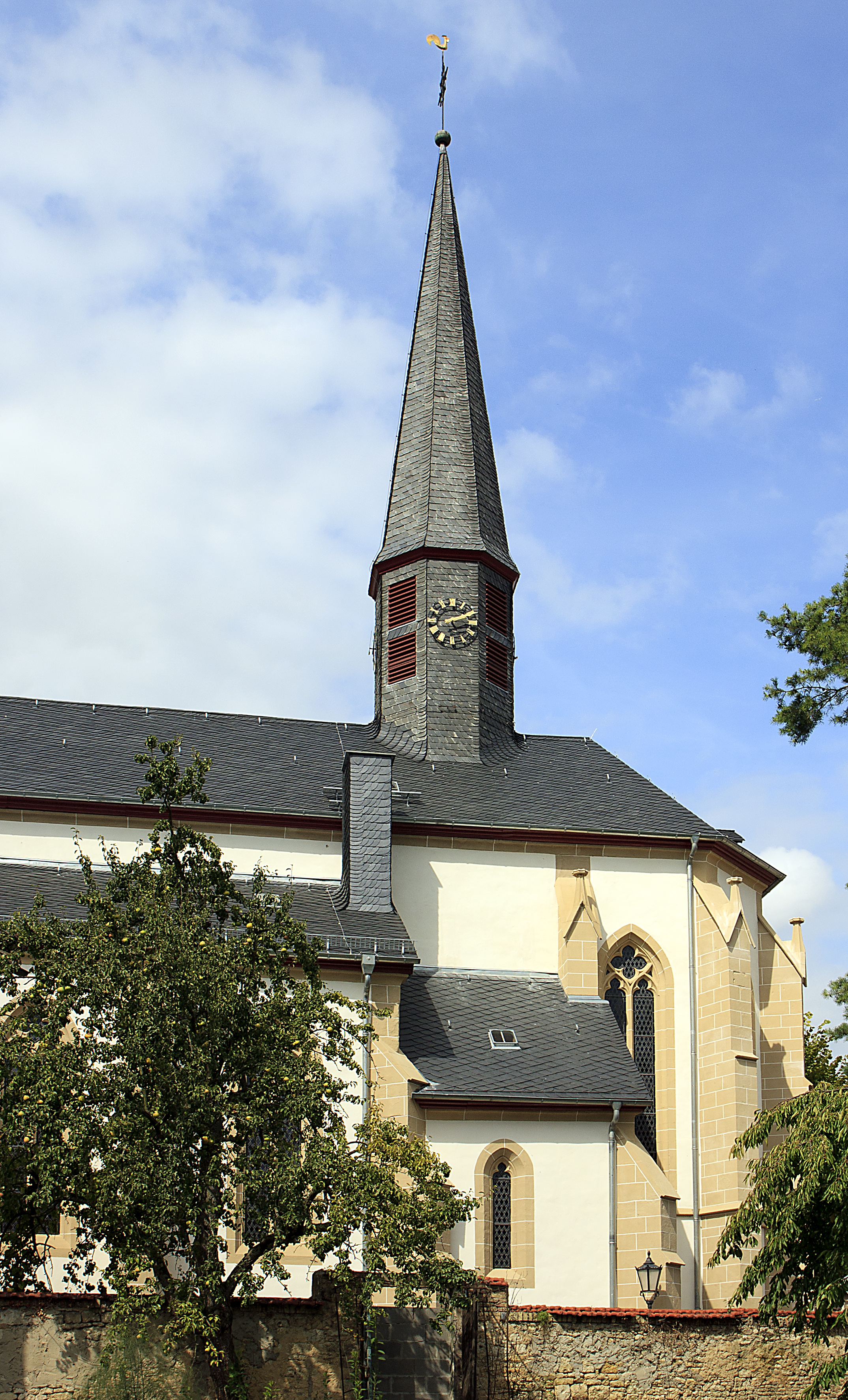
Église évangélique Sankt Johann
Localisation de Horrweiler dans la Verbandsgemeide et dans l'arrondissement